# Верхній Кіємбай
Верхній Кіємба́й (рос. Верхний Киембай) — село у складі Ясненського міського округу Оренбурзької області, Росія.
Стара назва — Верхній Кіїмбай.

## Населення
Населення — 76 осіб (2010; 122 у 2002).
Національний склад (станом на 2002 рік):
- казахи — 56 %
- росіяни — 28 %